# 萉
萉，又稱迫苯并萘、丙烯合萘、非那烯、莒，是一种多环芳香烃，化学式为C13H10。与其它多数多环芳香烃一样，萉是化石燃料不完全燃烧产生的污染物之一。萉的三个环并不都是芳香性的。